# Ţarāqī Tork
Ţarāqī Tork (persiska: طراقی ترک, Tarāqān) är en ort i Iran.   Den ligger i provinsen Nordkhorasan, i den nordöstra delen av landet, 600 km öster om huvudstaden Teheran. Ţarāqī Tork ligger 1 503 meter över havet och antalet invånare är 939.
Terrängen runt Ţarāqī Tork är lite bergig, och sluttar norrut. Runt Ţarāqī Tork är det ganska glesbefolkat, med 27 invånare per kvadratkilometer. Närmaste större samhälle är Bojnourd, 18,9 km nordväst om Ţarāqī Tork. Omgivningarna runt Ţarāqī Tork är i huvudsak ett öppet busklandskap.